# ناجا شوريا
ناجا شوريا من مواليد 22 يناير 1989وهو ممثل ومنتج وكاتب هندي يعمل في أفلام التيلجو . وظهر شوريا لأول مرة مع فيلم بلوغ سن الرشد و بعد بطولة فيلم المختارات الحائز على الجائزة الوطنية ثم، حقق شوريا انطلاقته مع الكوميديا الرومانسية Oohalu Gusagusalade ، في نفس العام. 

## وقت مبكر من الحياة
ولد ناجا شوريا في 22 يناير 1989 في إلورو بولاية أندرا براديش .   وعاش لعدة سنوات في فيجاياوادا ، قبل أن ينتقل إلى حيدر أباد لتحقيق حلمه في التمثيل في الأفلام. ثمقبل دخوله صناعة السينما، كان يلعب التنس.  والدا شوريا شانكار براساد وأوشا براساد شريكان في دار الإنتاج الخاصة به. 